# Shatterproof Is Not a Challenge
Shatterproof Is Not a Challenge è il secondo album del gruppo alternative rock inglese Hundred Reasons. È maggiormente orientato ad altri generi come il post-grunge e il post-hardcore che l'alternative rock. Non ha ricevuto le stesse ottime critiche del precedente album, tuttavia, contiene diverse tracce come Harmony e Pop che hanno ottenuto buone critiche per la resa live.
Shatterproof non è stato prodotto alla Columbia, bensì alla V2 Records.
Paul Townsend ha lasciato il gruppo in seguito all'uscita di questo album.
La canzone Still Be Here, è stata dedicata dal cantante Colin Doran al padre, reincontrato dopo più di sei anni.

## Tracce
1. Savanna – 3:10
2. Stories With Unhappy Endings – 3:48
3. What You Get – 3:27
4. The Great Test – 1:59
5. Harmony – 3:34
6. Lullaby – 3:39
7. My Sympathy – 3:45
8. 80mph – 1:53
9. Still Be Here – 3:48
10. Pop – 3:10
11. Truth With Elegance – 4:19
12. Makeshift – 3:10

Durata totale: 39:42

## Formazione
- Colin Doran - voce
- Larry Hibbitt - chitarra, voce
- Paul Townsend - chitarra, voce
- Andy Gilmour - basso
- Andy Bews - batteria

Produttore
- Dave Sardy

Engineers
- Greg Gordon
- Juan Garcia
- Andy Saroff
- Jeff Hoffman

Mixato da
- Dave Sardy

Masterizzato da
- Stephen Marcussen

Batteria aggiuntiva
- Artie Smith

Chitarra aggiuntiva
- Stuart Valentine